# Чёрная (приток Мшаги)
Чёрная — река в Шимском районе Новгородской области.
Принадлежит бассейну Балтийского моря. Берёт начало в лесу, в болотистой местности, в 2 км к западу от деревни Вирки. В районе деревни Водосы слева впадает во Мшагу. Длина водотока — 28 км. Площадь водосбора — 253 км².
В верховье протекает по болотистой местности вдоль автодороги Р—52 Шимск—Феофилова Пустынь.
На Чёрной расположены деревни Вирки, Городище, Малый Уторгош, Рямешка, Буйно, Малые Березицы, Большой Уторгош, Водосы.